# Marianne Langewiesche
Marianne Langewiesche (* 16. November 1908 in Irschenhausen, heute Gemeinde Icking; † 4. September 1979 in München) war eine deutsche Schriftstellerin.
Die Tochter von Helene Brandt und deren Ehemann, dem Verleger und Schriftsteller Wilhelm Langewiesche-Brandt, wuchs zunächst in Ebenhausen auf. Nachdem ihre Eltern sich getrennt hatten, zog die Mutter mit ihr nach dem Ersten Weltkrieg nach München. Sie arbeitete zunächst als Fürsorgerin und später als Journalistin in München. Sie heiratete 1935 den Schriftsteller und Regisseur Heinz Coubier (eigentlich Kuhbier). Trotz jüdischer Vorfahren ihrer Mutter erhielt sie aufgrund guter Beziehungen während der Zeit des Nationalsozialismus eine Schreiblizenz. Auch ihr Mann durfte schließlich wieder schreiben.
1938 erschien ihr erster Roman Die Ballade der Judith van Loo nach einer Sage aus dem Dreißigjährigen Krieg. Ihr erfolgreichstes Werk wurde 1940 Königin der Meere. Roman einer Stadt mit Ausschnitten aus der Geschichte Venedigs. Nicht einzelne Persönlichkeiten, sondern Venedig selbst in fünf Teilen – Kindheit, Jugend, Reife, Alter, Tod – bilden den Mittelpunkt ihrer eher pessimistisch gefärbten Geschichtsbetrachtungen.
Später schrieb sie vorwiegend Reiseberichte, Sachbücher und Zeitschriftenbeiträge. Ihre Reisen führten sie unter anderem nach Italien, Spanien, Malta, Albanien, Israel und Togo. Sie arbeitete auch für den Rundfunk und das Fernsehen. 1973 erhielt Langewiesche den Münchner Tukan-Preis und 1978 den Ernst-Hoferichter-Preis.

## Werke

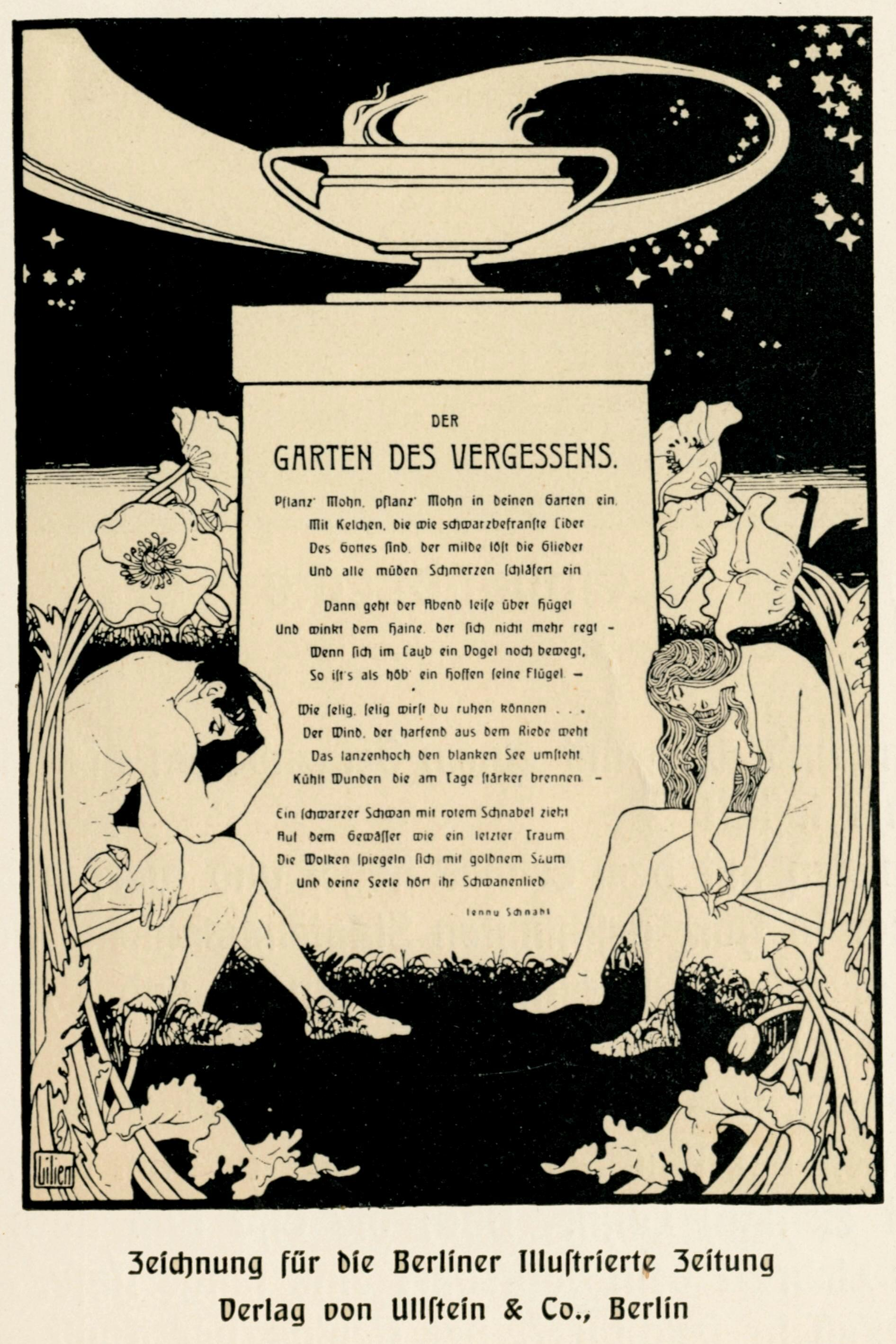
E. M. Lilien, Zeichnung zu Garten des Vergessens.

- 1938: Die Ballade der Judith van Loo
- 1940: Königin der Meere. Roman einer Stadt (Deutsche Verlags-Anstalt, Stuttgart)
- 1942: Die Dame in Schwarz
- 1947: Castell Bô. Odysseus und sein Ruder. Ein Entwurf.
- 1949: Die Bürger von Calais
- 1949: Die Allerheiligen-Bucht
- 1952: Der Ölzweig. Roman
- 1953: Der Garten des Vergessens. Erzählung
- 1955: Psalter und Harfe. Lyrik der Christenheit (mit Heinz Coubier)
- 1955: Venedig. Geschichte und Kunst (Neu 1962 mit Untertitel eine Bildungsreise; Neu 1973 mit Untertitel Erlebnis einer einzigartigen Stadt)
- 1956: Mit Federkiel und Besenstiel. Poetische Gedanken einer Hausfrau
- 1964: Ravenna – Stadt der Völkerwanderung. Eine Bildungsreise
- 1970: Wann fing das Abendland zu denken an? Jüdischer Glaube und griechische Erkenntnis.
- 1970: Spuren in der Wüste? Heilige und Verräter in der biblischen Geschichte.
- 1971: Jura-Impressionen
- 1977: Diesseits der hundert Tore
- 1978: Albanien
- 1979: Togo